# Kuopio
Kuopio és una ciutat i municipi a la regió de la Savònia del Nord, Pohjois Savo en finès. Amb una població de 97.552 habitants, fa que sigui la 9a ciutat més poblada de Finlàndia. La superfície total de la ciutat és de (...), dels quals (...) són aigua i la meitat de la superfície total són boscos. La densitat de població és només de 61 hab./km², tot i que l'àrea metropolitana és densament poblada (àrea metropolitana: 1.617,6 /km²) i ocupa el segon lloc a nivell nacional, just després de la capital Hèlsinki, (àrea metropolitana: 1.690,0/km²). La població total de la regió de Kuopio és de 119.472.

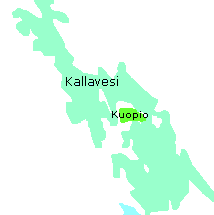
Kuopio es troba envoltat gairebé del tot pel llac Kallavesi.

## Topònim
Hi ha diverses hipòtesis sobre l'origen del nom Kuopio. La primera es remunta al s. XVI, quan un personatge de gran influència anomenat Kauhanen a Tavinsalmi va canviar el seu nom per Skopa i la pronunciació de la gent era Coopia esdevenint després Cuopio. La segona explicació diu que el nom provindria del verb en finès kuopia, que vol dir, per exemple, quan un cavall grata el terra amb les seves peülles. La tercera història diu que el nom vindria d'un nom d'home propi de Carèlia Prokopij, de Ruokolahti a l'Edat Mitjana. Aquesta darrera explicació semblar ser que és la més probable, ja que està documentada per l'Institut de Recerca per a les Llengües de Finlàndia.

## Història

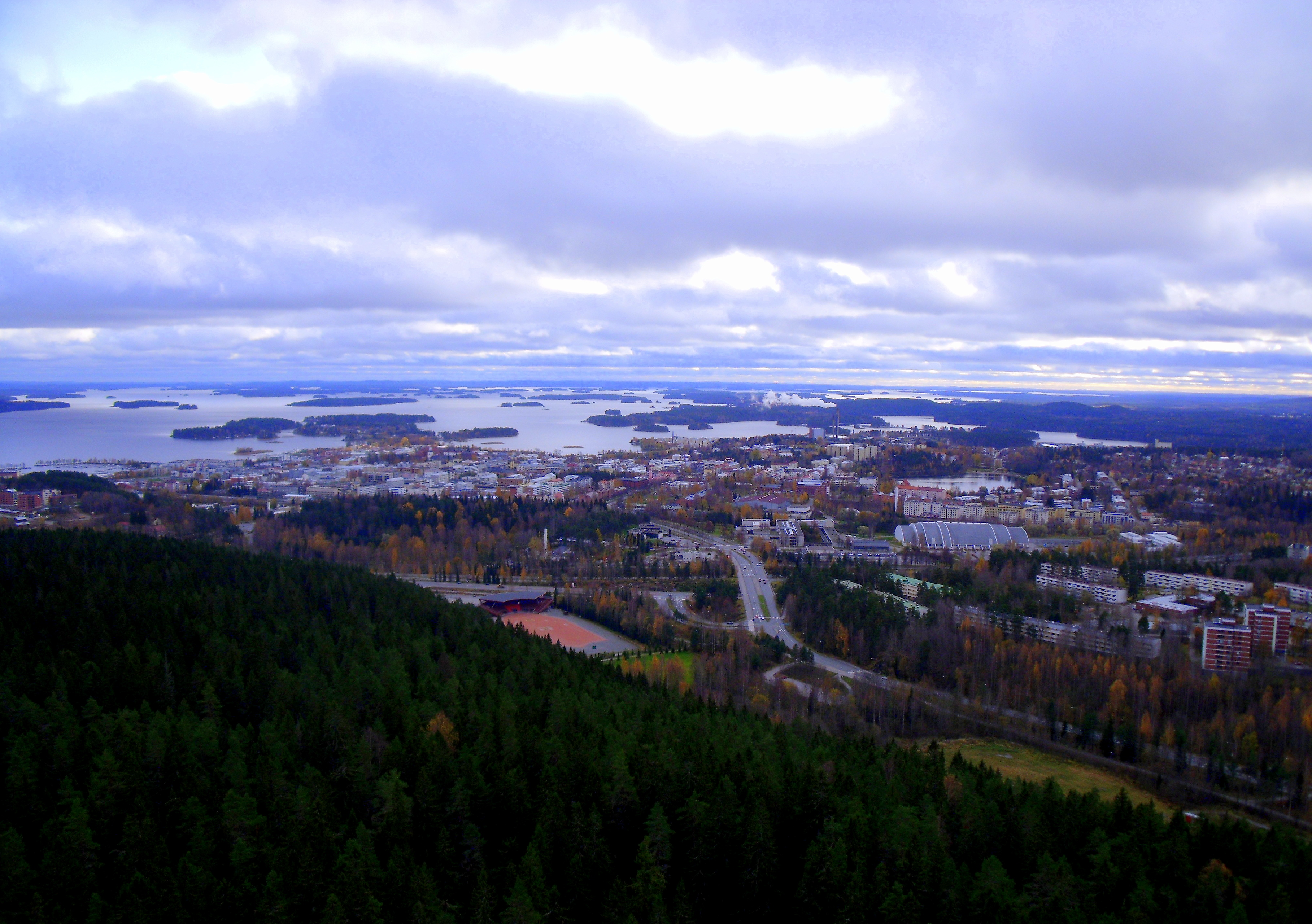
Nucli urbà des de la torre de Puijo a la tardor

Kuopio va ser fundada el 1653 pel governador Peter Brahe, malgrat que la data de fundació oficial reconeguda és el 17 de novembre de 1775, quan el rei Gustau III de Suècia va ordenar la creació de la ciutat de Kuopio. El municipi de Karttula es va afegir al de Kuopio el 2011, tal com va fer Vehmersalmi el 2005, Riistavesi el 1973 i Kuopion maalaiskunta el 1969. En aquesta ciutat es troba un dels campus de la Universitat de Finlàndia Oriental, coneguda per la creació de Huomen, primera vaca transgènica dels països nòrdics.

## Llengua
Kuopio se situa a la part nord de la regió històrica de Savònia, actualment dividida en dues parts -nord i sud-. A nivell lingüístic, l'indret és monolingüe finès, molt lluny de les zones bilingües o monolingües sueques, com ara les costes del sud-oest i oest de Finlàndia. A nivell dialectal, la ciutat es troba en plena zona dels dialectes de la Finlàndia de l'est, i més concretament els que són anomenats Savo (de Savònia), els quals ocupen una extensió molt més gran del que és, de fet, la regió històrica de Savònia.